# Dent du Bourgo
La dent du Bourgo est un sommet des Préalpes fribourgeoises située en Suisse, dans le canton de Fribourg.

## Géographie
La dent du Bourgo culmine à 1 908 m d'altitude à l'est de Gruyères.